# شماعة ملابس

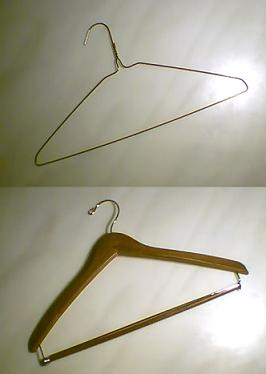
شماعة الأسلاك و الخشب

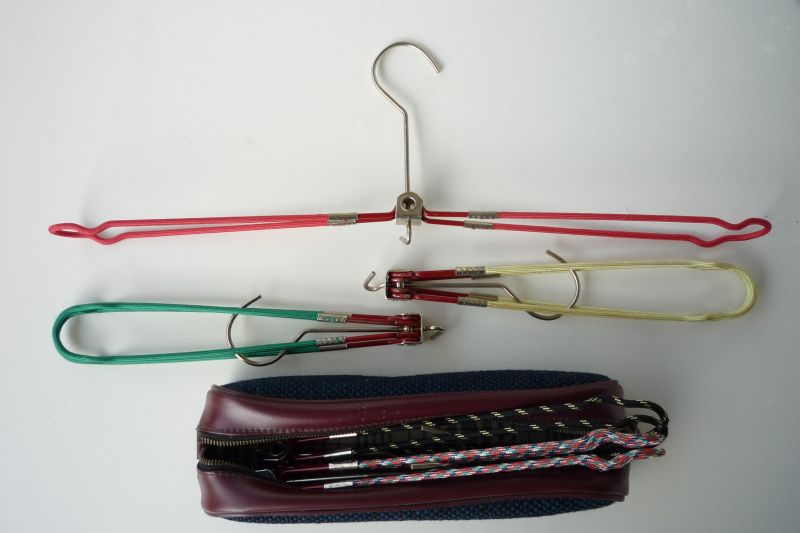
شمعات مع غمد, من 1960

شمّاعة الملابس أو عَلّاقة الملابس هي أداة على شكل:
- أكتاف لتسهيل عملية تعليق المعاطف البذلة، قميص، بلوزة أو فستان بطريقة تمنع التجاعيد، مع شريط أقل لتعليق السراويل أو التنانير.
- مع مشبك للسراويل، أو للتنانير، والملابس الداخلية. كلا النوعين يمكن يجمع في شماعات واحدة.

هناك ثلاثة أنواع أساسية من الشماعات. الأول هو شماعات الأسلاك، والتي هي حلقة بسيطة من الأسلاك، في معظم الأحيان تصنع بالحديد على شكل مثلث مع خطاف في الأعلى. والثاني هو الشماعات الخشبية، تتكون من قطعة مسطحة من الخشب مقطعة إلى شكل يشبه الكيد مع حواف انسيابيه لمنع الضرر بالملابس، مع خطاف عادة يكون سلك معدني ناتئ في نهايته. بعض الشماعات الخشبية لديها شريط موصول من الحافة إلى الحافة الأخرى بشكل مثلث مفلطح. تم تصميم هذا الشريط لتعليق السراويل تابع البذلة. النوع الثالث والأكثر استخداما في العالم اليوم هي شماعات معطف البلاستيك، والتي تحاكي في معظمها على شكل إما أسلاك أو شماعات خشبية. ويتم إنتاج الشماعات معطف البلاستيكية أيضا في أحجام أصغر لاستيعاب أشكال ملابس الأطفال. الشماعات قد تستوعب عدة أزواج من السراويل.
بعض الشماعات لها ماسكات على طول الجزء السفلي لتعليق التنانير. منها المخصصة للتنورة والسراويل وشكلها لا يكون مثلث في الغالب، بدلا من ذلك لها قضيب مع ماسكات فقط.
تم تسجيل براءة اختراع عدة، في الولايات المتحدة وحدها سجل أكثر من 200 مرة، كما هو الحال في براءات الاختراع الأمريكية 0586456، التي منحت في عام 1897.

## تاريخ
يعتقد بعض المؤرخين انه اخترع الرئيس توماس جيفرسون ، كذلك شماعات الأسلاك التي تأتي بشكل كتف اخترعت في عام 1869 من قبل OA في نيو بريتن. من طرف موظفين في شركة الأسلاك تيمبرليك، كذلك «ألبرت J.» من جاكسون (ميشيغان) . و «كريستوفر كان» في عام 1876 الذي كان طالب هندسة في جامعة بوسطن.
في عام 1932 شويلر C. هوليت حصل على براءة اختراع في تحسين تصميم، الذي كان يستخدم أنابيب الورق المقوى في الأجزاء العلوية والسفلية من السلك لمنع التجاعيد، عام 1935 أضاف إلمر D. روجرز أنبوب في الجزء الأسفل من شريط.

## معرض صور

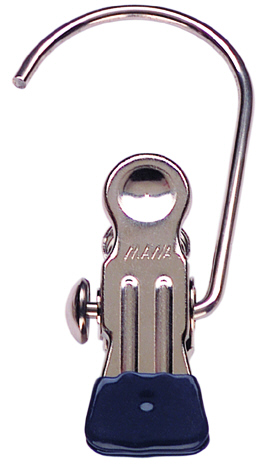
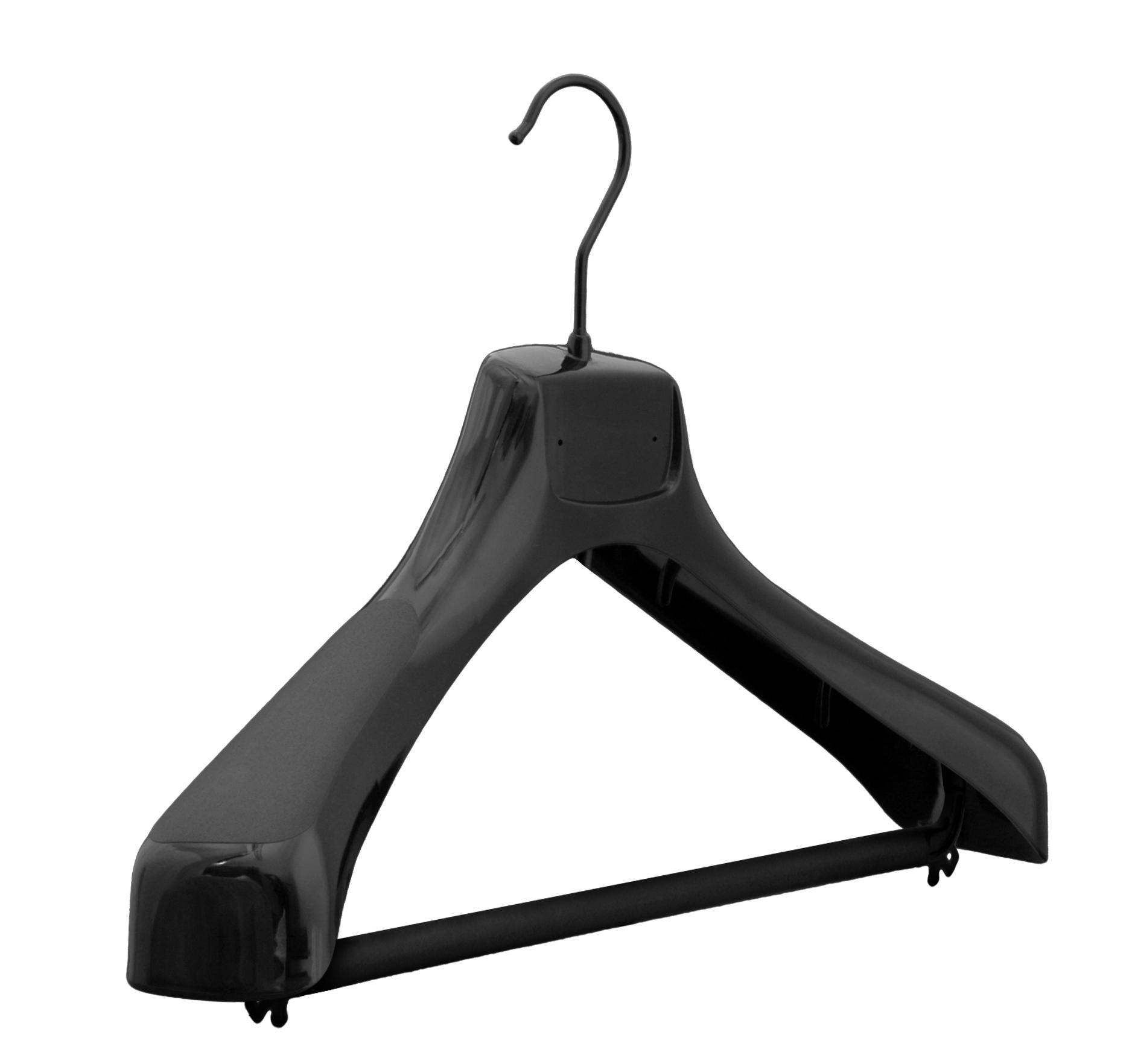
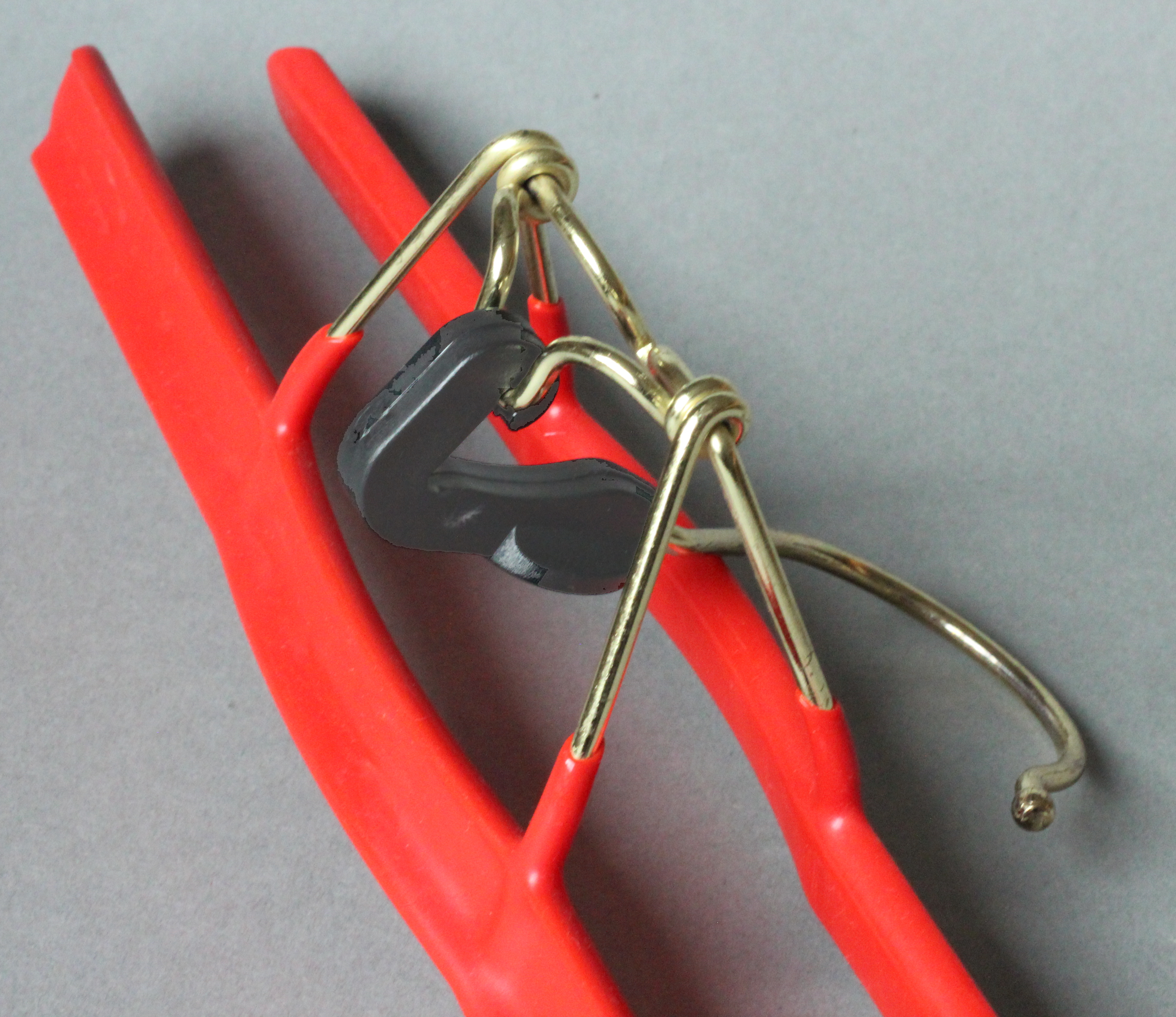
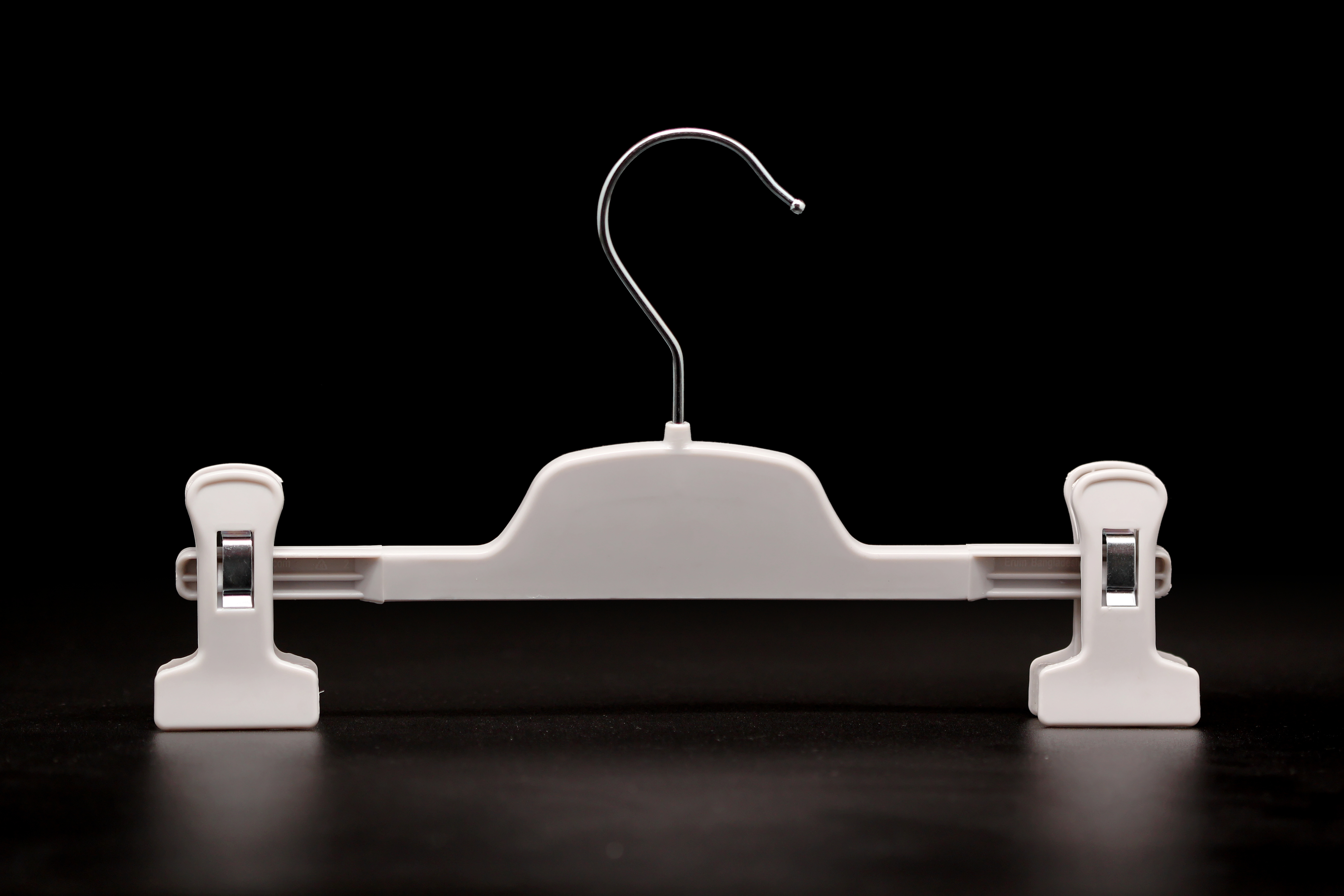